# Pedrosa de Río Úrbel
Pedrosa de Río Úrbel är en kommun i Spanien.   Den ligger i provinsen Provincia de Burgos och regionen Kastilien och Leon, i den norra delen av landet, 220 km norr om huvudstaden Madrid. Antalet invånare är 263. Arean är 48 kvadratkilometer.
Terrängen i Pedrosa de Río Úrbel är platt.